# Przepękla indochińska
Przepękla indochińska (Momordica cochinchinensis (Lour.) Spreng.) – gatunek roślin z rodziny dyniowatych. Występuje w południowych Chinach, Wietnamie, północno-wschodniej Australii. 

## Morfologia
PokrójDrewniejące pnącze do 15 m długości czepiające się podpór za pomocą wąsów czepnych.
LiścieSzorstko owłosione, blaszki 3-5-klapowe z sercowatą nasadą i ząbkowanym brzegiem. Średnicy 5–20 cm.
KwiatyŻółte, na długich szypułkach. Wyrastają pojedynczo w kątach liści.
OwoceWrzecionowata lub kulista jagoda pokryta kolczastymi wyrostkami. W stanie dojrzałym pomarańczowa. Okrywa twarda i gruba, miąższ soczysty, krwistoczerwony.

## Zastosowanie
W krajach Azji Południowo-Wschodniej traktowany jest zarówno jako owoc, jak i lekarstwo. Charakteryzuje się krótkim okresem owocowania, ze szczytem w grudniu i styczniu, i dlatego stosowany jest jedynie przy specjalnych okazjach, takich jak wietnamskie święto Tết (Nowy Rok) lub też jako potrawa weselna. Najczęściej jest serwowany jako xôi gấc, czyli słodki ryż serwowany z nasionami i owocnią. Poza Azją najczęściej sprzedawany jest jako suplement diety w postaci soku lub ekstraktu w kapsułkach.
Owoc stosowany jest w medycynie chińskiej, ale pojawiają się też doniesienia naukowe o jego działaniu przeciwnowotworowym. Owoce zawierają więcej likopenu (200–230mg likopenu/100g owoców) niż pomidory (4,2mg likopenu/100g) i 10-krotnie więcej karotenu niż marchew. Ponadto powyższe substancje występują w łatwo przyswajalnej formie, z długołańcuchowymi kwasami tłuszczowymi.